# Thomas Kibble
Thomas Kibble, né le 23 décembre 1932 à Chennai et mort le 2 juin 2016, est un physicien britannique.

## Biographie
C'est le petit-fils d'Helen Bannerman.
Il est investigateur-chercheur senior au Blackett Laboratory, à l'Imperial College de Londres, Royaume-Uni.
Ses sujets de recherches couvrent la théorie quantique des champs et tout spécialement l'interface entre la physique des particules des hautes énergies et la cosmologie. Il a travaillé sur les mécanismes des brisures de symétrie, des transitions de phase et les défauts topologiques qui peuvent se former (monopôles, cordes cosmiques ou murs de domaines). Son article fondateur sur les cordes cosmiques présenta le phénomène en cosmologie moderne. Il est diplômé de l'Université d'Édimbourg : M.A. en 1955, B.S.en 1956, et Ph.D. en 1958.
Kibble est réputé pour sa codécouverte du mécanisme de Higgs–Kibble et du boson de Higgs avec Gerald Guralnik et Carl Richard Hagen,. Lors de la célébration du 50e anniversaire de la  Physical Review Letters (PRL), le journal reconnut la découverte comme l'un des articles jalons de l'histoire de la PRL. Pour cette découverte, Kibble reçut le Prix Sakurai 2010 de physique théorique des particules de l'American Physical Society. Le Dr Kibble est également membre de la Royal Society, de l'Institute of Physics, et de l'Imperial College de Londres, membre de l'American Physical Society, de l'European Physical Society et de l'Academia Europaea. Il est encore Commandeur de l'Ordre de l'Empire Britannique. Il a reçu la médaille Hughes de la Royal Society et la Médaille Rutherford et la Médaille Guthrie de l'Institute of Physics.
Thomas Kibble est l'un des deux coprésidents du programme de recherche interdisciplinaire fondé par la Fondation européenne de la science (ESF) en Cosmologie de Laboratoire (COSLAB) actif de 2001 à 2005. Il avait préalablement coordonné le réseau ESF sur les Défauts Topologiques en physique des particules, Matière Condensée et Cosmologie (TOPDEF). Kibble est l'auteur, avec Frank Berkshire (du département de mathématiques de l'Imperial College), d'un ouvrage sur la mécanique classique. La cinquième édition a été publiée en 2004 par les Presses de l'Imperial College. En 2008, Kibble fut nommé arbitre remarquable par l'American Physical Society.
Kibble est un cycliste fervent.